# Nektarios van Egina
Nektarios van Egina (Grieks: Άγιος Νεκτάριος Αιγίνης) (Seymbria, 1 oktober 1846 – Egina, 8 november 1920), Metropoliet van Pentapolis en wonderdoener van Egina, werd in 1961 heilig verklaard door het Oecumenisch patriarchaat van Constantinopel. Zijn naamdag is 9 november.

## Leven

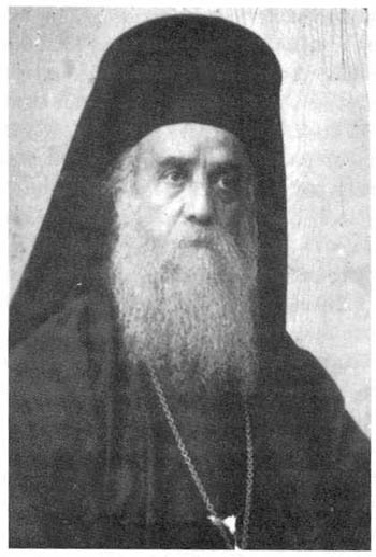
Nektarios

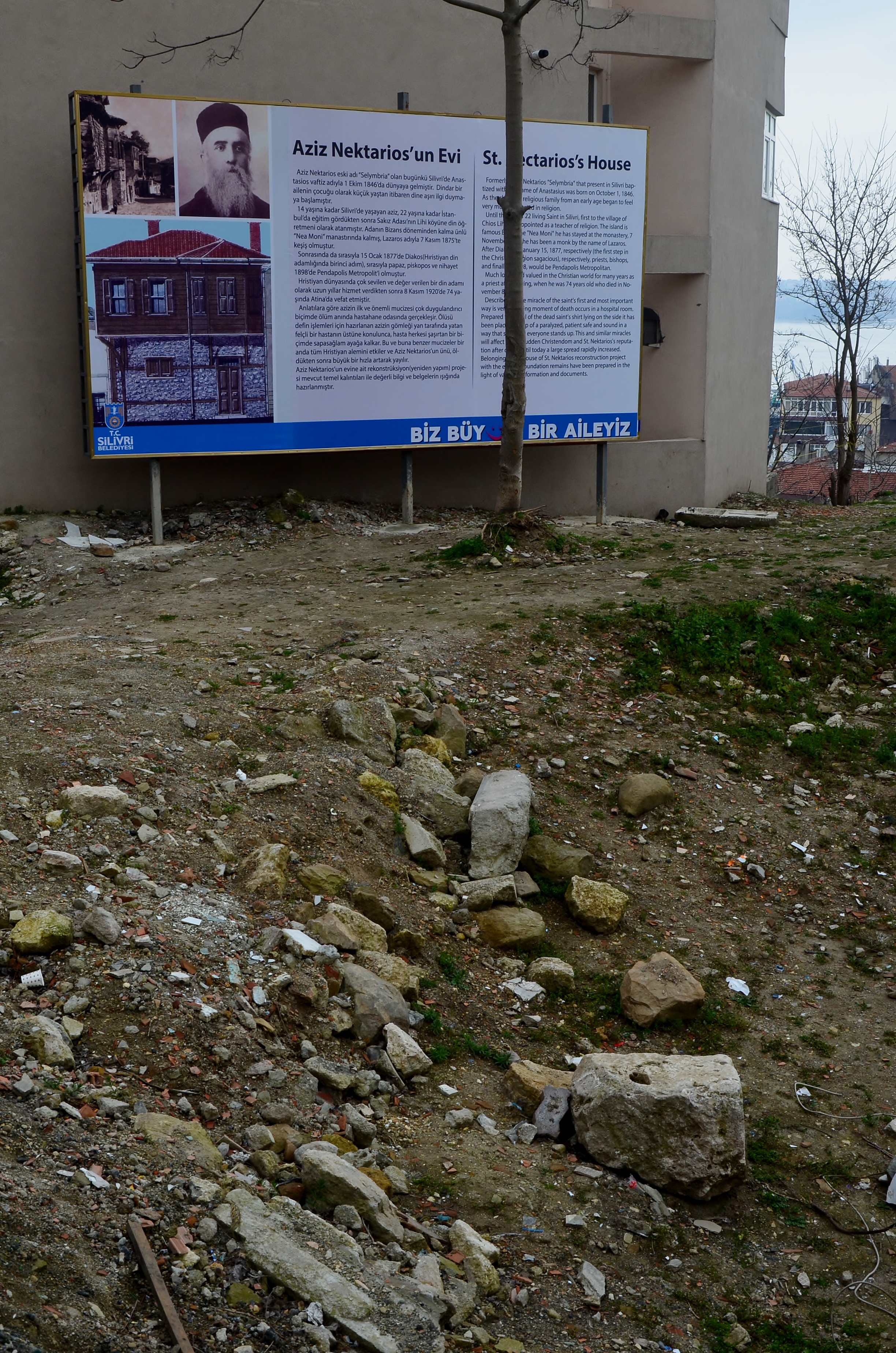
Plaats van Nektarios' geboortehuis in Silivri, Istanbul, Turkije

Anastasios Kephalas, later Nektarios, werd geboren op 1 oktober 1846 in een arm gezin in Selymbria (het huidige Silivri, Istanboel) in het Ottomaanse Rijk. Zijn ouders, Dimos en Maria Kephalas, waren christelijk en lieten hun zoon dopen.
Op de leeftijd van 14 jaar vertrok hij naar Constantinopel (Istanboel) om te werken en zich verder te scholen. In 1866 ging hij op 20-jarige leeftijd naar Chios om onderwijzer te worden. In november 1876 werd hij monnik in het klooster van Nea Moni, omdat hij al lange tijd de wens had om een ascetisch leven te leiden. Na drie jaar, op de leeftijd van 33, werd hij tot diaken gewijd en kreeg de naam Nektarios. In 1885 studeerde hij af aan de Universiteit van Athene. In zijn studietijd schreef hij boeken, pamfletten en Bijbelcommentaren.
Na zijn afstuderen ging hij naar Alexandrië in Egypte, waar hij tot priester werd gewijd en daarna diende in de kerk van de Heilige Nicolaas in Caïro. In 1889 werd hij door patriarch Sofronius III van Constantinopel benoemd tot metropoliet van de Pentapolis Cyrenaica, een voormalig bisdom in het huidige Libië.
Nektarios was erg populair bij het volk, wat leidde tot jaloezie onder zijn collega's. Dezen slaagden erin om de patriarch wijs te maken dat Nektarios de ambitie had om de patriarch aan de kant te schuiven. Nektarios werd daarop door Sofronius III uit zijn ambt gezet. In 1891 keerde hij terug naar Griekenland, waar hij toestemming kreeg om priester te worden in Vitineia en Euboiea. Dat ambt bekleedde hij tot 1894. Daarna werd hij directeur van de priesteropleiding in Athene, de Rizarios school, wat hij 15 jaar bleef. Hij ontwikkelde opleidingsprogramma's en schreef boeken, terwijl hij ook door heel Athene voorging in Goddelijke liturgieën.
In 1904 stichtte hij op verzoek van een aantal monialen een klooster op het eiland Egina.
In 1911 wijdde hij twee vrouwelijke diakenen. In 1986 wijdde Christodoulos van Athene, metropoliet van Demetrias en later aartsbisschop van Athene en heel Griekenland, een vrouwelijke diaken in overeenstemming met het "ritueel van St.-Nektarios" (de oude Byzantijnse tekst die Nektarios had gebruikt). Vanaf de 9e eeuw kwamen vrouwelijke diakenen vrijwel niet meer voor, hoewel het nooit tot een verbod was gekomen.
In december 1908 trok hij zich op 62-jarige leeftijd terug als directeur van de priesteropleiding. Hij ging naar het Drie-eenheidsklooster op Egina, waar hij de rest van zijn leven als monnik leefde. Hij schreef en publiceerde, preekte en nam biechten af. Ook deed hij werk in de kloostertuinen en hielp bij het bouwen van kloostergebouwen, die met zijn geld werden betaald.
Nektarios overleed op de leeftijd van 74 jaar. In verband met prostaatkanker had hij twee maanden in een ziekenhuis gelegen. Hij werd begraven in het Drie-eenheidsklooster door zijn beste vriend, H. Savvas van Kalymnos. Deze schilderde later de eerste icoon van St. Nektarios. Zijn begrafenis werd bijgewoond door grote aantallen mensen uit Griekenland en Egypte.

## Eerherstel
Zijn gebeente werd in september 1953 in een reliekhouder geplaatst. Aan degenen die de reliekhouder aanbaden, of een beroep deden op zijn krachten, zouden nadien wonderen zijn verricht. Op 20 april 1961 werd Nektarios door het Oecumenisch patriarchaat van Constantinopel heilig verklaard.
Op 15 september 1998 kreeg Nektarios eerherstel van het Grieks-Orthodox patriarchaat van Alexandrië en heel Afrika met de volgende woorden:
De Heilige Geest heeft de Synode verlicht van het patriarchaat van Alexandrië en heel Afrika, onder leiding van Petros VII, paus en patriarch, meer dan een eeuw nadat H.-Nektarios, de grote leermeester en priester van de Heilige Oosters-Orthodoxe kerk, werd verbannen uit de kerk van Alexandrië, zodat het volgende besluit werd genomen:
Rekening houdend met het besluit van de kerk om H.-Nektarios tot de heiligen te rekenen vanwege vele wonderen, na zijn dood geschied aan anderen, en zijn erkenning door orthodoxe christenen over de hele wereld, doen wij een beroep op de genade van God.
We herstellen de heilige van onze eeuw, H.-Nektarios, in de kerkelijke orde en schenken hem alle verschuldigde eer. Wij smeken H.-Nektarios om zowel ons te vergeven, onwaardig als we zijn, alsook onze voorgangers, onze broeders op de zetel van Alexandrië, voor onze tegenstand en voor al datgene door onze zwakte of fouten gedaan waardoor onze Heilige Vader H.-Nektarios, bisschop van Pentapolis, moest lijden.